# Meghrāj
Meghrāj är en ort i Indien.   Den ligger i distriktet Sabar Kāntha och delstaten Gujarat, i den centrala delen av landet, 700 km sydväst om huvudstaden New Delhi. Meghrāj ligger 168 meter över havet och antalet invånare är 10 498.
Terrängen runt Meghrāj är platt. Runt Meghrāj är det tätbefolkat, med 476 invånare per kvadratkilometer. Meghrāj är det största samhället i trakten. Trakten runt Meghrāj består till största delen av jordbruksmark.